# Apophis (Stargate)
Apophis es un personaje de la serie de televisión Stargate SG-1, un extraterrestre de la raza Goa'uld que se hace pasar por dios mitológico para dominar cientos de planetas de la galaxia. Ha sido el enemigo principal de la serie durante las cinco primeras temporadas.

## Origen
Apophis es una variante griega del dios egipcio Apep (algunas veces llamado también Niké). Es el dios serpiente, señor de la noche.
Como en la mitología egipcia, Apophis fue enemigo Ra aunque más bien se le representa como hijo de Ra y no su enemigo en la Serie Stargate, el líder de los Goa'uld; pero a diferencia de los mitos, es aparentemente también su hermano. Cuando Daniel Jackson y Jack O'Neill mataron a Ra en la película, inadvertidamentente incrementaron el poder de Apophis y le permitieron lanzar ataques contra la Tierra y contra Abydos a través del Stargate. Durante estos ataques, Apophis raptó a la esposa de Daniel Jackson, Sha're, quien devino en reina consorte de Apophis con el nombre de Amonet (escrito a veces como Amaunet). 
La lucha contra Apophis y la búsqueda de Sha're fueron los temas principales durante las primeras temporadas de la serie. Apophis tuvo un hijo con Amonet, de nombre Shifu, este es un Harsesis. Esto quiere decir que posee toda la memoria genética de los Goa'uld pese a ser físicamente humano.

## Personalidad
Apophis ha mostrado tener todas las características propias de un Goa'uld, incluyendo arrogancia, crueldad y megalomanía. Ha tenido mucha suerte y ha sido muy astuto logrando escapar en más de una ocasión en la que se le había dado por muerto cuando en realidad no lo estaba.
Si bien todos los Goa'uld tienen cierta afección por la guerra, Apophis ha sido inusualmente militarista; ha sido el único Señor del Sistema que ha participado personalmente en los campos de batalla usando uniforme militar en lugar de sus habituales ropas suntuosas, con la salvedad que este era dorado.

## Curiosidades
A lo largo de la serie ha muerto, o se le ha creído muerto, al menos 5 ocasiones:
- Episodio «1.19 Mundos paralelos» (There but for the grace of God), un Apophis paralelo muere al estallar la autodestrucción del Comando Stargate.
- Episodio «2.01 La guarida de la Serpiente» (Serpent's Lair), se le cree muerto cuando su nave choca contra la de Klorel.
- Episodio «2.17 El canto de la Serpiente» (Serpent's Song), muere en el Comando Stargate y su cadáver es enviado a Sokar.
- Episodio «3.06 Punto de vista» (Point of View), un Apophis paralelo muere gracias a los Asgard.
- Episodio «3.13 La mala hierba nunca muere» (The Devil You Know), dan por muerto a Apohis cuando estalla Ne’tu (la prisión lunar de Sokar), pues se encontraba en la nave de Sokar, que orbitaba de la luna. Sin embargo, al final del episodio se ve cómo escapa de la nave en el último momento.
- Episodio «5.01 Enemigos» (Enemies), muere definitivamente al estrellarse su nave contra la superficie de Delmak.